# Nexosa
Nexosa là một chi bướm đêm thuộc họ Tortricidae.

## Các loài
- Nexosa aureola Diakonoff, 1977
- Nexosa hexaphala Meyrick, 1912
- Nexosa marmarastra Meyrick, 1932
- Nexosa picturata Meyrick, 1912